# Понте Сордино (Латина)
Понте Сордино је насеље у Италији у округу Латина, региону Лацио.
Према процени из 2011. у насељу је живело 69 становника. Насеље се налази на надморској висини од 26 м.